# Escut de Crimea
|  | Per a altres significats, vegeu «Escut de Crimea (condecoració)». |

L''escut de Crimea —Герб Автономной Республики Крым en rus, Герб Автономної Республіки Крим en ucraïnès— va ser l'escut d'armes oficial de la República Autònoma de Crimea, Ucraïna. Actualment és el de la República de Crimea, Rússia. Està en ús des de 1992 i va ser adoptat oficialment el 21 d'abril de 1999.

## Disseny
Escut vareg i sobre camp de gules un griu de plata, que sosté en la seva pota una petxina oberta, amb una perla blava. Com a sustentacions figuren dues columnes d'estil clàssic. En el timbre es representa el sol naixent i sota l'escut descansa la bandera de Crimea, una cinta tricolor blau- blanc-vermell, on apareix el lema de la República Autònoma de Crimea, en rus: Процветание в единстве (traduït com La prosperitat en la unitat).
Des del punt de vista de l'heràldica, l'escut vareg recorda el fet que la regió va ser durant molt temps una cruïlla de les principals rutes comercials. El camp de gules simbolitza la història heroica i dramàtica de la península. L'aixeta és un símbol heràldic comú al territori nord de la mar Negra i va ser representatiu de les antigues ciutats del Quersonès i Panticapea Així mateix, l'aixeta també simbolitza la protecció de Crimea, representada en la perla blava. Les columnes evoquen igualment les antigues colònies gregues en la península i el sol naixent simbolitza la prosperitat de la jove república.

## Escuts històrics

Tamga (emblema) de la dinastia Giray (Kanat de Crimea)
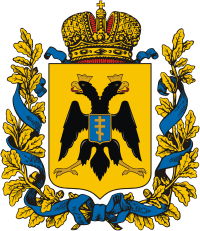
Escut de la Gubèrnia de Tàurida (Imperi rus)
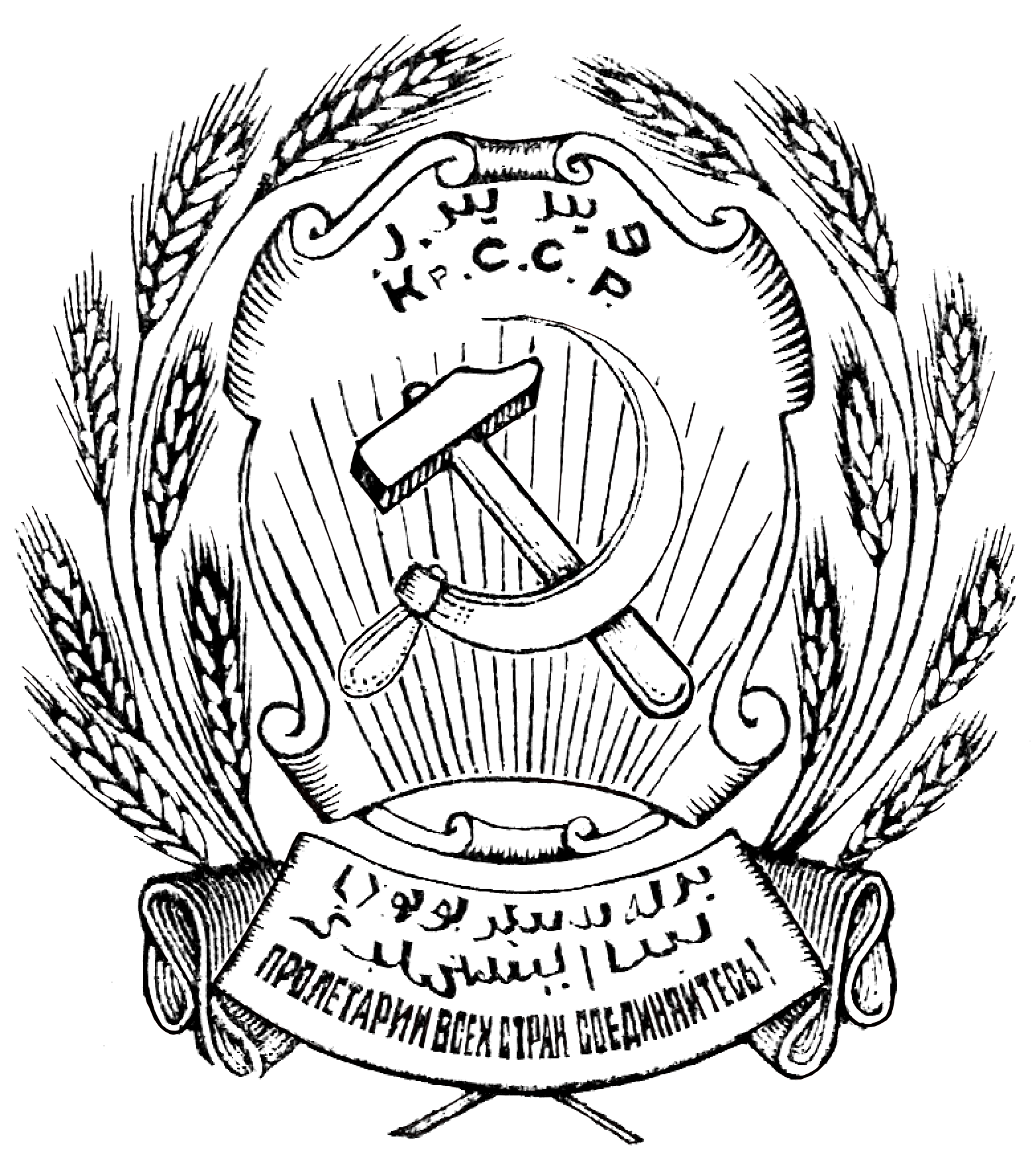
Escut de la República Autònoma Socialista Soviètica de Crimea de 1921 a 1928
Escut de la República Autònoma Socialista Soviètica de Crimea de 1938 a 1945